# Black Thunder
Black Thunder, artiste reggae, de son vrai nom Cecil Taylor, est né en 1957 à May Pen en Jamaïque. Auteur-interprète, guitariste, producteur, il se rapproche de Peter Tosh par son style musical, ses textes conscients et son engagement dans le rastafarisme. C'est d'ailleurs Peter Tosh lui-même qui l'encouragea à persévérer dans la musique.

## Biographie
Il découvre la musique à l'école, en utilisant ses talents vocaux lors de concerts scolaires. Par la suite, il devient professeur de musique. Sa carrière artistique décolle alors puisqu'il participe à de nombreux concerts en Jamaïque au côté de Culture, Jimmy Cliff  et Gregory Isaacs.
Black Thunder arrive à Montego Bay où il travaille avec le band Reggae Vibrations. Il enregistre alors une série de chansons dont « It's better to love » qui sera classé numéro 1 et restera pendant 8 semaines dans le Top 10 de la station de radio nationale JBC en Jamaïque. Il entreprend ensuite une série de concerts à travers le monde qui le conduira au Japon, États-Unis, Canada, Haïti, Iles Grenade, Bahamas.
Il revient en Jamaïque à la fin des années 1990 et retourne en studio pour enregistrer deux albums : Where is that love et World crisis qui connaissent un certain succès en Jamaïque, en Angleterre, en Italie et dans les Caraïbes.
En 2003, Black Thunder participe à une tournée dans les Caraïbes aux côtés de Beenie Man, Silver Cat, Vibes Cartel et Culture. On le découvre également cette année-là au Reggae Sumfest, un grand festival reggae à Montego Bay en Jamaïque.
En juillet 2007, il effectue au côté de Frankie Paul une série de concerts au Gabon, en Gambie et au Sénégal à la suite d'une invitation du président du Gabon.
Il se lie d'amitié avec Nerlock, de la Jahwed Family et se produit avec eux dans différents sound system de Belgique et de France. Ils enregistrent ensemble le morceau "Dollar it a die" sur le sensi addict riddim, sorti en 45tours sur le label Ujama du dj/producteur jamaicain Prince Jazzbo.
Black Thunder travaille actuellement avec un live band français : Reggae Warrior, originaire du nord de la France, avec lequel il prévoit une série de concerts et un album prochainement.

## Discographie
- Another victim
- It's better to love
- Pack up and come
- Forward on
- Mystry Babylon
- Repent
- Armagedeon Revolution
- Teach the youth right
- Tell me that you love me
- Reggae warrior
- Mama Africa
- Wah dem a go do
- fire hot and red feat. Nerlock Kila (Jahwed Family)
- Children crying   feat. Nerlock Kila (Jahwed Family)
- Massiv and crew   feat. Nerlock Jahwed & Jah Dee
- Dollar it a die   feat. Nerlock Kila (Jahwed Family) on Sensi Addict riddim, Ujama Label